# Yassine Bellamine
Yassine Bellamine, né le 24 novembre 1985, est un joueur de snooker marocain.

## Carrière
Aux Jeux africains de 2019, Yassine Bellamine obtient la médaille de bronze du tournoi individuel masculin et la médaille d'or en double mixte avec Hakima Kissai.

## Palmarès
- Médaille de bronze en individuel aux Jeux africains de 2019 à Casablanca
- Médaille d'or en double mixte avec Hakima Kissai aux Jeux africains de 2019 à Casablanca